# Ерофеев, Макар Владимирович
Макар Владимирович Ерофеев (укр. Макар Володимирович Єрофєєв, позывной — Джонни; 13 октября 1999, Каменское — 11 ноября 2023, Андреевка) — украинский военнослужащий, старший лейтенант, участник российско-украинской войны. Герой Украины (2024, посмертно).

## Биография
Родился 13 октября 1999 года в городе Днепродзержинск Днепропетровской области в семье Владимира и Ирины Ерофеевых. С детства проявлял интерес к военному делу: оружию, взрывчатке, тактике.
Окончил Киевский военный лицей имени Ивана Богуна в 2017 году, затем — Военную академию в Одессе в 2021 году.
С 2021 года проходил службу в 92-й отдельной штурмовой бригаде в должности командира разведывательного взвода, а с 2023 года — заместителя командира разведывательной роты.
Участвовал в боях за Харьков, Купянск, Сватово и Бахмут. Погиб 11 ноября 2023 года в бою под Андреевкой Бахмутского района Донецкой области. Похоронен 16 ноября 2023 года в городе Подгородное Днепропетровской области.

## Награды
- Звание «Герой Украины» с удостоением ордена «Золотая Звезда» (23 августа 2024, посмертно) — за личное мужество и героизм, проявленные в защите государственного суверенитета и территориальной целостности Украины, верность военной присяге[1].
- Орден Богдана Хмельницкого III степени (14 сентября 2022) — за личное мужество и высокий профессионализм, проявленные в защите государственного суверенитета и территориальной целостности Украины, верность военной присяге[2].
- Медаль «За военную службу Украине» (5 октября 2022) — за личное мужество и отвагу, проявленные в защите государственных интересов, укрепление обороноспособности и безопасности Украины[3].